# Il mondo di Peter Coniglio e dei suoi amici
Il mondo di Peter Coniglio e dei suoi amici (The World of Peter Rabbit and Friends) è una serie televisiva antologica britannica basata sulle opere di Beatrix Potter, che vede presenti Peter Coniglio e altri animali antropomorfi creati dalla Potter. Andò inizialmente in onda nel Regno Unito sulla BBC tra il 20 dicembre 1992 e il 25 dicembre 1998, e negli Stati Uniti d'America su The Family Channel dal 23 ottobre 1992.
In Italia la serie è stata trasmessa su Italia 1 dal dicembre 1995 con il titolo Tante fiabe nel cassetto - Il mondo di Beatrix Potter. Successivamente è stata ridoppiata per l'edizione in VHS pubblicata dalla Cinehollywood, che fu trasmessa su Rai Yoyo dal dicembre 2006 e ripubblicata in DVD nel 2009 col titolo Il mondo incantato di Peter Coniglio.

## Produzione
La serie fu prodotta dagli studi della BBC di Londra per la compagnia Frederick Warne & Co. in associazione con la BBC e le compagnie giapponesi Pony Canyon e Fuji Television. Dianne Jackson, regista dello speciale televisivo natalizio del 1982 Il pupazzo di neve, fu coinvolta nella progettazione della serie e fu accreditata come regista e sceneggiatrice dei primi sei episodi, ma morì di cancro la notte di san Silvestro del 1991.

## Episodi
Ogni episodio si apre con scene dal vivo, nelle quali una Beatrix Potter in carne ed ossa, interpretata dall'attrice Niamh Cusack, rientra nella sua casa di campagna sotto la pioggia, dopo aver terminato un acquerello ed essersi affrettata col suo cane Kep oppure dopo aver fatto compere ed essere stata portata a casa in carrozza, si siede per prendere una tazza di tè col suo coniglietto domestico Peter, e infine compone una storia illustrata. Una volta finita la storia, l'autrice spedisce personalmente la lettera con la storia illustrata oppure chiede a un ragazzo di farlo. Un'eccezione è rappresentata dall'episodio Il prodigio di Natale, che si svolge nel periodo natalizio. Il prodigio di Natale comincia con la cameriera della Potter, Daisy, che offre delle mince pie ad alcuni cantori che eseguono il Sussex Carol mentre la Potter ed il suo gatto Simpkin li ascoltano. Alcuni episodi comprendono delle vicende provenienti da due libri distinti narrate in successione oppure mescolate.
Lo stile d'animazione della serie è molto vicino alle illustrazioni dell'autrice nei suoi libri originali.
La canzone della sigla è intitolata Perfect Day ed è cantata da Miriam Stockley.

## Interpreti e personaggi
| Attori                    | Attori                                              | Attori               |
| Personaggio               | Attore                                              | Doppiatore italiano  |
| ------------------------- | --------------------------------------------------- | -------------------- |
| Beatrix Potter            | Niamh Cusack                                        | Patrizia Salmoiraghi |
| Daisy                     | Suzanne Bonetti                                     | Donatella Fanfani    |
| Personaggi animati        |                                                     |                      |
| Personaggio               | Doppiatore originale                                | Doppiatore italiano  |
| Peter Coniglio da giovane | Rory Carty                                          | Elda Olivieri        |
| Peter Coniglio da adulto  | Mark Lockyear                                       | Patrizio Prata       |
| Benjamin da giovane       | Andrew Clitheroe                                    | Patrizia Scianca     |
| Benjamin da adulto        | Andrew Scarborough                                  | Stefano Albertini    |
| Coda-Tonda                | Sarah Woolcock                                      | Anna Bonel           |
| Flopsy da giovane         | Jenny Moore                                         | Adriana Libretti     |
| Flopsy da adulta          | Sheila Steafel                                      | Adriana Libretti     |
| Josephine Coniglio        | June Whitfield                                      | Clara Zovianoff      |
| Bouncer Coniglio          | Enn Reitel                                          | Pietro Ubaldi        |
| signor John McGregor      | Richard Wilson (1ª voce) Andrew Robertson (2ª voce) | Antonio Paiola       |
| signora McGregor          | June Watson                                         | Lia Rho Barbieri     |
| Tom Micio                 | Alan Bowe                                           | Jasmine Laurenti     |
| Mittens                   | Jenny Moore                                         | Lara Parmiani        |
| Samuel Baffetti           | Stuan Dodger                                        | Maurizio Scattorin   |
| Jeremy Pescatore          | Derek Jacobi                                        | Ivo De Palma         |
| Jemima Anatra             | Sue Pollard                                         | Stefania Patruno     |
| Tommy Tasso               | Don Henderson                                       | Mario Scarabelli     |
| signora Tiggy-Winkle      | Prunella Scales                                     | Annamaria Mantovani  |
| signor Tod                | Dinsdale Landen                                     | Enrico Bertorelli    |
| Johnny, il topo di città  | Hugh Laurie                                         | Ivo De Palma         |
| John Joiner               | John Gordon Sinclair                                | Claudio Moneta       |
| Robin, il pettirosso      | Enn Reitel                                          | Francesco Orlando    |

## Riconoscimenti
Agli Emmy Awards del 1993 il primo episodio della serie (The Tale of Peter Rabbit and Benjamin Bunny) ebbe la nomination nella categoria "miglior programma animato della  durata di un'ora o inferiore".